# Kasimir II. (Teschen-Zator)
Kasimir II. von Zator (* vor 1450; † (8. Januar/7. Juli) 1490) war von 1468 bis 1490 Herzog von Zator. Er entstammte dem Teschener Zweig der Schlesischen Piasten.

## Leben
Kasimirs. II. Eltern waren Wenzel I. und dessen aus Sewerien stammende Ehefrau Maria Kopczowska († nach 1468). 1482 vermählte er sich mit Machna († 1508), einer Tochter des Jägerndorfer Herzogs Nikolaus V. Der Ehe entstammte der einzige Sohn Boleslaus/Bolko, der 1489 geboren wurde und etwa 1494 verstarb.
Nach dem Tod des Vaters 1465 erbten Kasimir II. und seine jüngeren Brüder Wenzel II., Johann V. und Wladislaus das Herzogtum Zator, das sie zunächst gemeinsam verwalteten. 1474 teilten sie es in zwei Teile, deren Grenze die Skawa bildete. Kasimir II. und der zweitgeborene Wenzel II. erhielten den östlichen Teil, während den jüngeren Brüdern Johann V. und Wladislaus der westliche Teil zugewiesen wurde. Die abseits der Skawa liegende Stadt Zator und das dortige Schloss wurden ebenfalls geteilt. 
Nachdem Wenzel II. 1484/87 starb, war Kasimir II. alleiniger Besitzer des östlich der Skawa liegenden Teilherzogtums. Während der Erbstreitigkeiten um Sohrau während der Herrschaft des (Gegen)-Königs Matthias Corvinus gehörte es zeitweise Kasimir II.
Nach seinem kinderlosen Tod 1490 folgte ihm entsprechend einer Vereinbarung von 1477 der drittgeborene Bruder Johann V. als Erbe des östlich der Skawa liegenden Teilgebiets. 